# Tênis nos Jogos Olímpicos de Verão de 1992
O tênis nos Jogos Olímpicos de Verão de 1992 foi realizado em Barcelona, na Espanha, com quatro eventos disputados. As partidas foram disputadas em quadras de saibro.
A jovem tenista estadunidense Jennifer Capriati derrotou a alemã Steffi Graf, então campeã olímpica, e conquistou a medalha de ouro no torneio de simples feminino. Marc Rosset tornou-se o primeiro suíço campeão olímpico no tênis ao vencer Jordi Arrese, da Espanha, na decisão do torneio de simples para homens.

## Medalhistas
Masculino
| Evento           | Ouro                                    | Prata                                        | Bronze                                        |
| ---------------- | --------------------------------------- | -------------------------------------------- | --------------------------------------------- |
| Simples detalhes | Marc Rosset SUI Suíça                   | Jordi Arrese ESP Espanha                     | Goran Ivanišević CRO Croácia                  |
| Simples detalhes | Marc Rosset SUI Suíça                   | Jordi Arrese ESP Espanha                     | Andrei Cherkasov EUN Equipa Unificada         |
| Duplas detalhes  | Boris Becker Michael Stich GER Alemanha | Wayne Ferreira Piet Norval RSA África do Sul | Goran Ivanišević Goran Prpić CRO Croácia      |
| Duplas detalhes  | Boris Becker Michael Stich GER Alemanha | Wayne Ferreira Piet Norval RSA África do Sul | Javier Frana Christian Miniussi ARG Argentina |

Feminino
| Evento           | Ouro                                                 | Prata                                                 | Bronze                                            |
| ---------------- | ---------------------------------------------------- | ----------------------------------------------------- | ------------------------------------------------- |
| Simples detalhes | Jennifer Capriati USA Estados Unidos                 | Steffi Graf GER Alemanha                              | Mary Joe Fernandez USA Estados Unidos             |
| Simples detalhes | Jennifer Capriati USA Estados Unidos                 | Steffi Graf GER Alemanha                              | Arantxa Sánchez Vicario ESP Espanha               |
| Duplas detalhes  | Gigi Fernandez Mary Joe Fernandez USA Estados Unidos | Conchita Martínez Arantxa Sánchez Vicario ESP Espanha | Leila Meskhi Natasha Zvereva EUN Equipa Unificada |
| Duplas detalhes  | Gigi Fernandez Mary Joe Fernandez USA Estados Unidos | Conchita Martínez Arantxa Sánchez Vicario ESP Espanha | Nicole Bradtke Rachel McQuillan AUS Austrália     |

## Quadro de medalhas
| Ordem | País                 | Medalha de ouro | Medalha de prata | Medalha de bronze | Total |
| ----- | -------------------- | --------------- | ---------------- | ----------------- | ----- |
| 1     | USA Estados Unidos   | 2               | 0                | 1                 | 3     |
| 2     | GER Alemanha         | 1               | 1                | 0                 | 2     |
| 3     | SUI Suíça            | 1               | 0                | 0                 | 1     |
| 4     | ESP Espanha          | 0               | 2                | 1                 | 3     |
| 5     | RSA África do Sul    | 0               | 1                | 0                 | 1     |
| 6     | CRO Croácia          | 0               | 0                | 2                 | 2     |
| 6     | EUN Equipa Unificada | 0               | 0                | 2                 | 2     |
| 8     | ARG Argentina        | 0               | 0                | 1                 | 1     |
| 8     | AUS Austrália        | 0               | 0                | 1                 | 1     |
| TOTAL | TOTAL                | 4               | 4                | 8                 | 16    |